# Société française de radioprotection
La Société française de radioprotection (SFRP) est une association loi de 1901 qui a pour but de rassembler les professionnels de la radioprotection. La SFRP compte 1 400 membres actifs et 13 membres bienfaiteurs.
Depuis sa fondation en 1965, la SFRP est adhérente à l’Association internationale de radioprotection (IRPA).

## Revue Radioprotection
La revue Radioprotection, créée en 1966, publie des articles scientifiques en langues française et anglaise et présente l'actualité de la radioprotection.
Les articles concernent tous les aspects théorique et pratique de la protection de l'homme et de l'environnement vis-à-vis des rayonnements ionisants et des rayonnements non ionisants. Chaque article est évalué par des experts du domaine, choisis par le comité de rédaction. 

## Colloques
Depuis décembre 1965, la SFRP organise des colloques sur la protection dans l’utilisation des radioéléments. Depuis juin 1997, le Congrès national de radioprotection rassemble, tous les deux ans, les professionnels de la radioprotection. La SFRP organise régulièrement, en France ou à l’étranger, des manifestations en collaboration avec les Sociétés belge, britannique, espagnole, germano-suisse et italienne.

## Prix et distinctions
La SFRP décerne à ses membres le prix Henri Jammet  récompensant de  jeunes  professionnels  ou  scientifiques  pour  la  qualité  et  l’originalité  de  leurs travaux et la médaille Marie Curie pour reconnaître un travail exceptionnel au bénéfice de la radioprotection .

## Présidents
- Hervé Bernard - CEA (2011-2013)
- Véronique Decobert - Westinghouse (2009-2011)
- Dominique Minière - EDF (2007-2009)
- André Aurengo - Hospitalier (2005-2007)
- Patrick Gourmelon - IRSN (2003-2005)
- Gabriel Kalifa - Hospitalier (2001-2003)
- Christian Thezée - EDF (1999-2001)
- Jacques Lochard - CEPN (1997-1999)
- Annie Sugier 	- IPSN (1995-1997)
- Jean-Marc Cosset - Institut Curie (1993-1995)
- Laurent Stricker - EDF (1991-1993)
- Jacques Lafuma - CEA (1989-1991)
- Jacques Pradel - CEA (1987-1989)
- Pierre Galle - Hospitalier (1985-1987)
- André Teste Du Bailler † - EDF (1983-1985)
- René Coulon - CEA (1981-1983)
- Raymond Bardoux - Merlin Gerin (1979-1981)
- Philippe Beau - EDF (1978-1979)
- Régis Marchand - Sécurité civile (1977-1978)
- Lucien Fitoussi † - CEA (1976-1977)
- Henry Letard	- EDF (1975-1976)
- Jean Stolz † - EDF (1974-1975)
- Albert Gey † - CEA (1973-1974)
- Georges Marble - CEA (1972-1973)
- Pierre Candes - CEA (1971-1972)
- Marcel Avargues † - CEA (1970-1971)
- Francis Duhamel † - CEA (1969-1970)
- Daniel Blanc - Universitaire (1968-1969)
- Maurice Delpla † - EDF (1967-1968)
- Henri Jammet † - CEA (1966-1967)
- Paul Bonét-Maury † - Hospitalier (1965-1966)
- général Norbert Chassende-Baroz † - Armée française (fondateur en 1965)